# Isaachar Ryback
Issachar Ryback, né le 2 février 1897 à Elisavetgrad dans le Gouvernement de Kherson (Empire russe) et mort le 21 décembre 1935 à Paris, est un peintre ukrainien.
Issu d’un milieu hassidique, Ryback est encore jeune lorsqu'il quitte la maison paternelle. Il suit des cours de dessin dans sa ville natale et fréquente l'Académie de Kiev entre 1911 et 1916. Lorsque la Révolution de 1917 éclate, le Comité central pour la culture juive de Kiev lui commande des affiches de propagande et des décorations de rue. C’est à cette époque qu’il rencontre El Lissitzki. Financé par la Société juive d’ethnographie et d’histoire, il participe avec El Lissitzki à une expédition dans les villages d’Ukraine afin de reproduire les cimetières juifs qui inspireront une série de tableaux sur le sujet. 
En 1918, il est à Moscou et y enseigne la peinture. En 1921, il part pour Berlin et publie, en collaboration avec le poète yiddish Leib Kvitko, des contes pour enfants (éd. d'État d'URSS) et un album de trente lithographies, intitulé Schtetel (1923). En 1924, il publie Des Types juifs d’Ukraine, album qui fusionne cubisme et expressionnisme et relate l’atmosphère menaçante d’un pogrom.
À Berlin, il devient membre du Novembergruppe et expose à la Sezession. À cette même époque, il réalise des gravures suprématistes pour la revue yiddish d’avant-garde : Albatros. En 1925, Ryback regagne la Russie, sur invitation du Théâtre Juif de Moscou pour lequel il réalise décors et costumes pour un drame d'I. L. Peretz intitulé In Folisch Oyf Der Keit.
En 1925, Ryback se trouve dans les colonies agricoles juives d'Ukraine et exécute des dessins illustrant la vie quotidienne. Ceux-ci sont publiés lors de son arrivée à Paris en 1926.